# Chirembia baringoa
Chirembia baringoa is een insectensoort uit de familie Embiidae, die tot de orde webspinners (Embioptera) behoort. De soort komt voor in Kenia.
Chirembia baringoa is voor het eerst wetenschappelijk beschreven door Ross in 2006.